# Teloschistes exilis
Телосхіст тендітний, оранжевий чагарник (Teloschistes exilis) — вид лишайників роду телосхістові (Teloschistes). Сучасну біномінальну назву надано у 1890 році.

## Поширення та середовище існування
Росте у тропічних і субтропічних регіонах обох Америк.

## Практичне використання
З лишайника видобувають барвники малинового й рожевого кольору.